# Robert Sainte-Rose
Robert Sainte-Rose (ur. 5 lipca 1943 w Fort-de-France) – francuski lekkoatleta, specjalista skoku wzwyż, wicemistrz Europy z 1966.
Wystąpił na igrzyskach olimpijskich w 1964 w Tokio, ale odpadł w kwalifikacjach. Zajął 10. miejsce na pierwszych europejskich igrzyskach halowych w 1966 w Dortmundzie.
Zdobył srebrny  medal w na mistrzostwach Europy w 1966 w Budapeszcie za swym kolegą z reprezentacji Francji Jacquesem Madubostem. Obaj skoczyli tę samą wysokość 2,12 m. Zajął 8. miejsce na europejskich igrzyskach halowych w 1968 w Madrycie.
Zajął 9.–10. miejsce w finale na igrzyskach olimpijskich w 1968 w Meksyku. Na mistrzostwach Europy w 1969 w Atenach zajął 10. miejsce w finale. Odpadł w kwalifikacjach na mistrzostwach Europy w 1971 w Helsinkach.  Zajął 13. miejsce na mistrzostwach Europy w 1974 w Rzymie.
Był mistrzem Francji w latach 1964–1968, wicemistrzem w 1969 i 1971 oraz brązowym medalistą w 1970 i 1972, a także brązowym medalistą w hali w 1974.
Kilkakrotnie poprawiał rekord Francji w skoku wzwyż do wyniku 2,19 m (1 września 1968 w Font-Romeu).
Jego syn Georges Sainte-Rose był trójskoczkiem, uczestnikiem igrzysk olimpijskich w 1992 w Barcelonie.